# Jack Mouse
Eugene T. „Jack“ Mouse (* 29. Mai 1946 in Emporia, Kansas; † 8. August 2024 in Kansas City) war ein US-amerikanischer Jazzmusiker (Schlagzeug, Komposition).

## Leben und Wirken
Mouse begann im Alter von vier Jahren Schlagzeug zu spielen. Während seines Studiums komponierte er eine Reihe von Schlagzeugsoli, die später von Studio PR Publications veröffentlicht wurden und zum Standardrepertoire für Schlagzeug- und Perkussionsschüler an Grund- und weiterführenden Schulen wurden. Nach seinem Bachelor-Abschluss am College of Emporia (1969) gehörte Mouse als Zeitsoldat drei Jahre lang als Solist den Falconaires an, dem offiziellen Jazzensemble der Air Force Academy an. Erste Aufnahmen entstanden 1977, als er in der Band von Phil Wilson spielte (Live and Cookin’). Im Laufe seiner Karriere arbeitete Mouse mit Musikern wie Clark Terry, Stan Kenton, Bunky Green, John LaPorta, Herb Ellis, Joe Williams und Dan Haerle. Außerdem wirkte er bei vier Alben seiner Frau, der Sängerin Janice Borla, mit. Mitte der 2010er-Jahre legte er gemeinsam mit Scott Robinson zwei Alben vor, Snakeheads & Ladybugs (2014) und Three Story Sandbox (2016), gefolgt von zwei Alben mit seiner Band, der ebenfalls Robinson angehörte. Im Bereich des Jazz war er laut Tom Lord zwischen 1977 und 2018 an 27 Aufnahmesessions beteiligt.
Mouse war seit 1996 als Professor am  North Central College in Naperville tätig, wo er den Jazzstudiengang leitete. Zudem veröffentlichte er Artikel in Percussive Notes und IAJE-Illinois Newsletter. 2012 wurde er mit dem Aquarian Award of Achievement geehrt. Weiterhin wurde er 2014 in die Emporia High School Hall of Fame und in die Frank A. Beach Hall of Distinction aufgenommen.
2016 gründete Mouse mit seiner Frau Janice Borla die gemeinnützige Organisation Flashpoint Creative Arts, die das Verständnis und die Teilnahme an der Kunst der Improvisation förderte. Das Paar war auch eine tragende Säule der lokalen Musikszene; es organisierte und spielte in den letzten Jahren von Mouses Leben mehrere Konzerte. Mouse starb mit 78 Jahren im KU Medical Center in Kansas City.

## Diskographische Hinweise
- Dan Haerle / Jack Mouse / Bob Bowman: The Truth of the Matter (1999)
- Jack Mouse Group: Range if Motion (Origin Records, 2013), mit Scott Robinson, Bob Bowman
- Jack Mouse Group: Intimate Adversary (Tall Grass Records, 2018), mit Art Davis, Scott Robinson, Bob Bowman